# 工业四路站
工业四路站位于中华人民共和国湖北省武汉市洪山区，是武汉地铁4号线的地铁车站。

## 车站结构

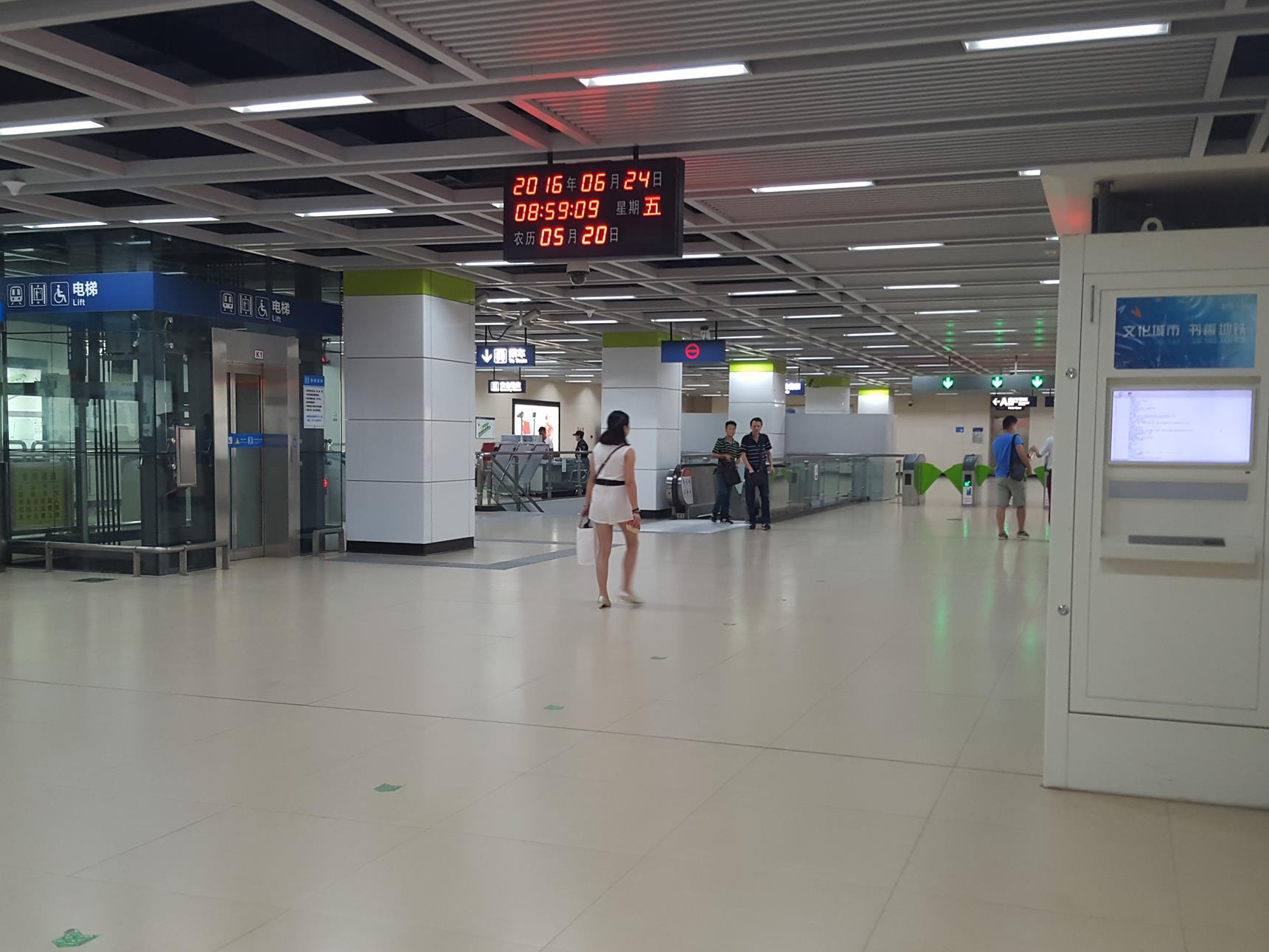
站廳層

该站位于团结大道与信和路（工业四路在洪山区的延长线）的交汇处，为地下两层岛式站台车站：地下一层为站厅层，地下二层为站台层，总建筑面积为11043.8㎡，并设有四个出入口。

### 楼层分布
| 地面     | 地面               | 出入口                               |  |  |
| 地下一层 | 站厅               | 售票机、客服中心、武漢通充值、洗手間 |  |  |
| 地下二层 |                    | █ 4号线 往柏林（仁和路）             |  |  |
|          | 岛式站台，左侧开门 |                                      |  |  |
|          |                    | █ 4号线 往武汉火车站（杨春湖）       |  |  |

### 車站出口
|                                                 |      |                                         |
| 出口編號                                        | 設施 | 建議前往的目的地                        |
| A                                               |      | 團結大道 武漢市公安局洪山分局和平派出所 |
| B                                               |      | 工業四路 團結大道                       |
| C                                               |      | 團結大道 工業四路、洪山區北洋橋小學     |
| D                                               |      | 團結大道 工業四路、東方雅園社區服務站   |
| 注： 設有升降機 \| 設有輪椅升降台 \| 設有洗手間 |      |                                         |

## 运营信息
- 4号线首末班车时间

### 内部链接
- 武汉地铁车站列表